# Казальцево
Ка́зальцево — деревня в Каргасокском районе Томской области России. Входит в состав Киндальского сельского поселения.

## География
Деревня находится на северо-западе центральной части Томской области, на правом берегу реки Оби, вблизи места впадения в неё протоки Казальцевской, на расстоянии примерно 26 километров (по прямой) к северо-западу от села Каргасок, административного центра района. Абсолютная высота — 42 метра над уровнем моря.

### Часовой пояс
Деревня Казальцево, как и вся Томская область, находится в часовой зоне МСК+4. Смещение применяемого времени относительно UTC составляет +7:00.

## История
Исторический населённый пункт южных селькупов (группа чумэлкуп) — юрты Казальцы. Одно из крупнейших южноселькупских поселений на Оби ниже устья Васюгана. Относились к Тымской волости 2-й половины (другое название — Казальская инородческая волость). Селькупы нижнего течения Тыма помнят, что когда-то на их земле была война местных, тымских, богатырей, и обских, пришедших с Казальцева.
В южноселькупском ареале выделяются отдельные поселения и сгустки поселений, где в разные годы происходила концентрация селькупского населения (особенно значительная в середине XIX в.), на Оби ниже устья Васюгана это юрты Колгуякские — Ачангины — Казальские — Тибинакские. До 1930-х гг., т. е. до массовой ссылки в Нарымский край и массовых русско-селькупских брачных предпочтений, выделенные посёлки-юрты действительно были местом концентрации селькупской этничности, куда стремились вернуться после многолетних миграционных передвижений по просторам Нарымского края те, кто в них родился.
Юрты Казатские или Нижние (Старые) Казацы / Казальцы располагались на 1562 км левого берега Оби. Коренные жители — селькупы Тырадаевы / Турадаевы / Тарадаевы, Каяловы, Люлины, Ачиткоевы. В 1897 г.: 14 хозяйств — 59 человек селькупов и 2 хантов. В 1911 г.: 16 хозяйств — 60 человек селькупов.
Юрты Верхние Казацы / Казальцы. Иное название — юрты Пуджеевы. Правый берег Оби, где расположен современный населённый пункт. Коренные жители — селькупы Люлины. В 1897 г.: 8 хозяйств — 37 человек селькупов и 3 хантов. В 1911 г.: 7 хозяйств — 29 человек селькупов.
По данным 1926 года имелось 27 хозяйств и проживал 111 человек (в основном — русские). Функционировала лавка общества потребителей. В административном отношении входило в состав Тымского сельсовета Каргасокского района Томского округа Сибирского края.

## Селькупское название
Название юрт Казальцевых по-южноселькупски — Ка́заль эд, Ка́зал эд (окунёвая деревня), от ка́за — окунь.

## Население
| 1920 | 2002 | 2010 | 2012 | 2013 | 2014 | 2015 |
| ---- | ---- | ---- | ---- | ---- | ---- | ---- |
| 29   | ↘25  | ↘19  | →19  | →19  | →19  | →19  |
| 2021 |      |      |      |      |      |      |
| ↘7   |      |      |      |      |      |      |

Гендерный состав
По данным Всероссийской переписи населения 2010 года в гендерной структуре населения мужчины составляли 68,4 %, женщины — соответственно 31,6 %.
Национальный состав
Согласно результатам переписи 2002 года, в национальной структуре населения русские составляли 92 %.

## Улицы
Уличная сеть деревни состоит из двух улиц.